# Ford Rhein

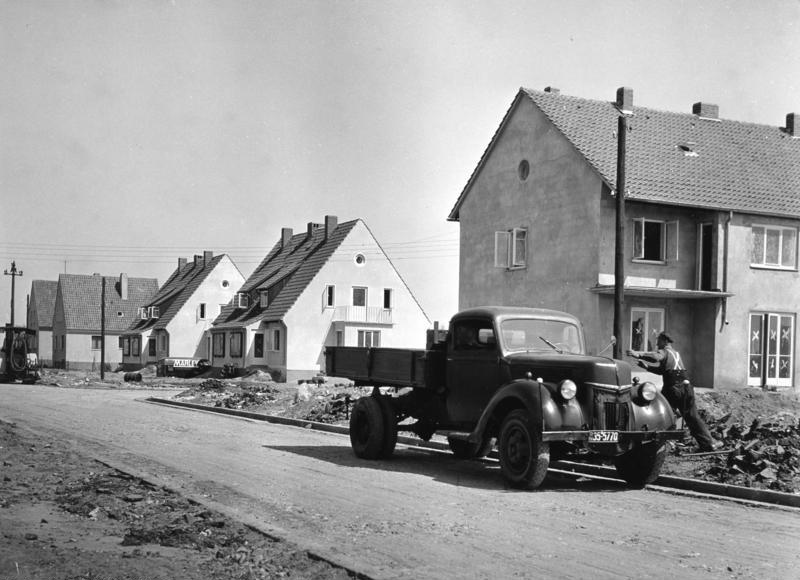
Ford Rhein à Hanovre (1954)

Ford Rhein (type G398TS) est un type de camion produit par Ford Allemagne (Ford-Werke) de 1948 à 1955 dans l'usine de Cologne.